# The Boss (1956)
The Boss (bra: Os Poderosos Também Caem) é um filme policial noir estadunidense de 1956 dirigido por Byron Haskin e estrelado por John Payne.

## Elenco
- John Payne como Matt Brady
- William Bishop como Bob Herrick
- Gloria McGehee como Lorry Reed
- Doe Avedon como Elsie Reynolds
- Roy Roberts como Tim Brady
- Rhys Williams como Stanley Millard
- Joe Flynn como Ernie Jackson
- Robin Morse como Johnny Mazia
- William Phipps como Stitch (como Bill Phipps)
- Gil Lamb como Henry
- George Lynn como Tom Masterson
- Bob Morgan como Hamead